# Henri Fayol

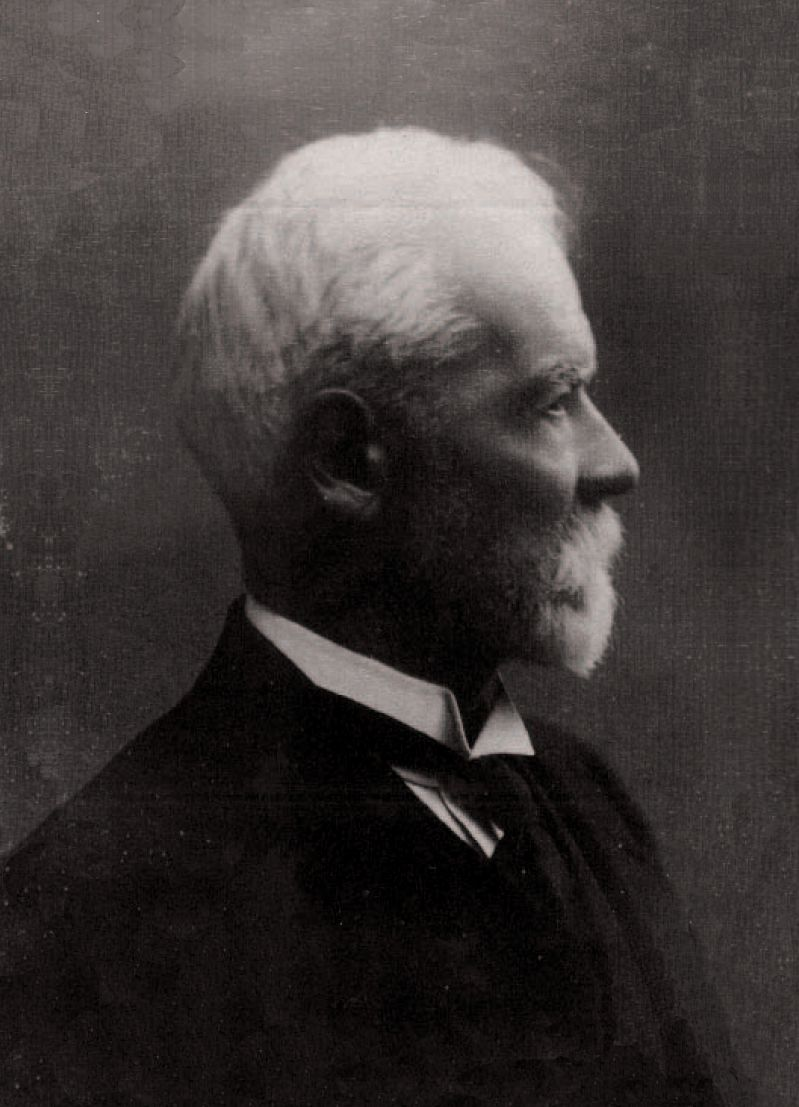
Henri Fayol

Henri Fayol (geboren als Jules Henry Fayol, Istanboel, 29 juli 1841 - Parijs, 19 november 1925) was een Frans ingenieur en mijndirecteur die een belangrijke bijdrage geleverd heeft aan de organisatiekunde. Hij is een van de sleutelfiguren van de klassieke managementtheorie.

## Biografie
Fayol werd geboren als zoon van André Fayol, een metaalarbeider, en Eugénie Cantin. Hij volgde een opleiding tot mijningenieur op de École nationale supérieure des mines de Saint-Étienne (1858-1861). Hij is begonnen met werken bij la Société industrielle et minière de Commentry-Fourchambault, eerst als mijningenieur, later geologisch onderzoeker. In 1866 werd hij mijndirecteur en in 1888 algemeen directeur. Het bedrijf was in moeilijkheden en Fayol heeft bijgedragen aan de totale reorganisatie die het bedrijf gered heeft. Hij is tot 1918 in dienst gebleven bij hetzelfde bedrijf. Zijn ervaringen en ideeën stelde hij op schrift. In 1916 publiceerde hij zijn Administration industrielle et générale en binnen Frankrijk gaf hij tal van lezingen, maar eigenlijk werd hij pas postuum echt erkend, na de vertaling van zijn werk in de veertiger jaren in het Engels.

## Managementtheorie
Fayol zag als vijf belangrijkste activiteiten van het leiding geven in ruime zin (van het general management):
- het plannen en voorspellen
- het organiseren
- het beheersen
- het coördineren
- het controleren

De benadering van organisatie en management door Fayol is sterk taakgeoriënteerd, net als andere theorieën uit die tijd, bijvoorbeeld het scientific management van Frederick Taylor.
Fayol onderscheidde zes organisatiefuncties:
- de technische functie
- de commerciële functie
- de financiële functie
- de veiligheidsfunctie
- de comptabele (boekhoud)functie
- de management- of leidinggevende functie

Fayol heeft vijf sleutelfuncties voor het management gedefinieerd, de vijf pijlers voor het moderne management:
- voorspellen en plannen: voorzien, dat is al handelen.
- organiseren: het organiseren van een onderneming, dat is zorg dragen voor alles wat bijdraagt aan het goed functioneren: materialen, werktuigen, kapitaal, personeel.
- opdrachten geven: op basis van de plannen concreet aangeven welke handelingen uitgevoerd moeten worden.
- coördineren: alle acties met elkaar in overeenstemming brengen, waardoor het geheel beter gaat functioneren.
- controleren: verifiëren of alles volgens plan verloopt, in overeenstemming met de gegeven opdrachten uitgevoerd wordt.

Op basis van de sleutelfuncties komt Fayol tot veertien principes van het organiseren, zijn managementprincipes.
De eerste vijf zijn de belangrijkste:
1. Specialisatie
Specialiseren maakt dat het vakgebied zich verder ontwikkelt, maakt dat de persoon zijn vaardigheden verder uitbouwt.
2. Eenheid van commando
Elke werknemer heeft één en niet meer dan één leidinggevende.
3. Formele bevelsstructuur
Een formele en duidelijk gedefinieerde keten, lopend van de top naar de werkvloer
4. Eenheid van richting
De neuzen moeten in dezelfde richting staan.
5. Autoriteit en verantwoordelijkheid
Het recht om opdrachten te geven en de macht om gehoorzaamheid af te dwingen. Maar ook de verantwoordelijkheid om de opdrachten te geven.

Aanvullende principes zijn:
1. Discipline
Niet lanterfanten, geen oogjes toeknijpen, ieder moet zijn deel van de last dragen.
2. Onderschikking van individuele belangen
Op het werk dient men zich alleen met de zaken van het werk bezig te houden.
3. Beloning
Werknemers ontvangen een rechtvaardige beloning die recht doet aan hun inzet.
4. Centralisatie
Consolideren van de managementfuncties, de beslissingen worden in de top genomen.
5. Orde
Alle materialen en personeelsleden hebben een eenduidige, voorgeschreven plaats en blijven daar ook. Een ordelijke omgeving maakt dat men zijn werk efficiënt kan verrichten, weinig onnodig tijd verliest.
6. Gelijkheid
Gelijkgerechtigde behandeling, wat overigens niet hetzelfde is als gelijke behandeling.
7. Personeelsbehoud
Laag personeelsverloop, levenslange werkgelegenheid voor de goede krachten.
8. Initiatief
Goede plannen maken en ervoor zorg dragen dat deze ook uitgevoerd worden.
9. Esprit de corps, teamspirit
Harmonie en saamhorigheid onder het personeel. Teamwork en goede onderlinge verhoudingen maken dat mensen hun werk goed doen.

## Publicaties
Fayols belangrijkste werk:
- Administration industrielle et générale - (heruitgave in het Frans); Dunod; 1999; ISBN 2-10-004423-0
- General and Industrial Management - samen met Irwin Gray; Pitman, London; ISBN 1-56103-566-1

Overige:
- 1878, 1885 en 1887 - drie boeken over mijnbouw / technologie
- 1921 - L'incapacité industrielle de l'état

## Onderscheidingen
- Gouden medaille van de Société de l’Industrie minérale
- Ridder in het Legioen van Eer (1888)
- Officier in het Legioen van Eer (1913)